# Valentin Löwe
Valentin Löw(e) auch Lew bzw. Leo, (* 1572 in Adorf; † 1630 in Kürbitz) war ein deutscher lutherischer Theologe, Pfarrer in Neudek und Kürbitz, Archidiakon zu Eger.

## Leben
Löwe wurde als Sohn eines Schuhmachers in Adorf im Vogtland geboren. Nach dem Besuch der Lateinschule im böhmischen Schlaggenwald studierte er 1590 an der Universität Leipzig, wo er zeitweise als Hauslehrer für die Familie des Ratsherren Anton Unruher tätig war und 1594 an der Universität Wittenberg. 1594 wurde er als Pfarrer im böhmischen Bleistadt ordiniert. Dort heiratete er eine Bürgerstochter aus Falkenau. Nach fünfjährigen Wirken verließ er, nachdem es zu Zerwürfnissen mit der Gemeinde gekommen war, Bleistadt um 1599 eine Pfarrerstelle in Neudek anzutreten, wo er ein „trefflicher Matrikenführer“ genannt wurde. 1609 hielt er eine Leichenpredigt auf den Schweizer Maler Joseph Heintz den Älteren sowie 1614 auf Friedrich Colonna Freiherr zu Vels. Am 18. Oktober 1624 vollzog er in Neudek seine letzte Kindstaufe, nachdem ihm schon zuvor die örtliche Pfarrkirche gesperrt und das betreten des Gotteshauses untersagt worden war. Er wurde dann von den kaiserlichen Truppen aus der Stadt vertrieben. Ab 1624 war er Pfarrer in Karlsbad. Am 30. November 1627 wurde er in Eger von seinem Bekannten, dem Superintendenten Johann Hofstätter, als neuer Archidiakon eingeführt. Als am 28. September 1628 alle protestantischen Geistlichen Eger verlassen mussten, exulierte Löw in das fränkische Wunsiedel. Zuletzt war er Pfarrer in Kürbitz bei Plauen, wo er „berühmt durch die Kraft seiner Rede“ war und 1630 starb. Sein Bildnisepitaph von 1631 mit der Signatur PK wird dem Schleizer Maler Paul Keil zugeschrieben.

## Ehrungen
In der Kirche von Kürbitz befindet sich außer seinem Bildnisepitaph sein in Öl gemaltes Bildnis von 1630.

## Familie
Valentin Löw vermählte sich in erster Ehe am 8. Januar 1595 in Bleistadt mit Eva Hüller aus Falkenau und in zweiter Ehe 1620 in St. Joachimsthal mit Christina, der Witwe des Pfarrers Abraham Hermann. Aus der ersten Ehe gingen folgende Kinder hervor:
- Adam (getauft 23. Januar 1596 in Bleistadt)
- Fridericus (getauft 25. Oktober 1597 in Bleistadt)
- Judith (getauft 2. Mai 1599 in Neudek); ⚭ 1617 in Neudek David Hausner, Glashüttenmeister auf der Eulenhütte
- Maria (* 12. Juli 1602 in Neudek; † 14. Dezember 1624)[7]
- Anna Barbara (getauft 11. Juli 1604 in Neudek)
- Zacharias (getauft 19. November 1608 in Neudek)
- Anna Barbara (getauft 22. April 1611 in Neudek)
- Valentinus (getauft 21. Februar 1613 in Neudek)
- Sophia (getauft 23. April 1617 in Neudek)

## Werke (Auswahl)
- EPITHALAMIA || IN || HONOREM NVPTIARVM,|| ERVDITIONIS ET || Pietatis laude ornatissimi viri, Dn. GE=||ORGII GOECENI, Scholae quae || est apud Falckonovienses Collegae vigilã=||tissimi, Sponsi: & pudicissimae foeminae || SABINAE, Doctissimi viri Dn. GEORGII || SCHMIDEVVALDII, eiusdem Scholae || patriae quondam Collaboratoris dignissi=||mi p. m. relictae viduae,|| Sponsae:|| Scripta || ab || Amicis et popularibus in || Academiâ VVitebergensi.|| 1595
- Eine kurtze Evangelische Trost-Predigt Gehalten zu Prag/ in der Kirchen zu S. Johannes vnter dem Berge Sion genant/ bey dem volckreichenBegräbniß Herrn Joseph Heintzens, Leipzig 1610
- Exequiae Velsiacae. Drey Christliche Leichpredigten/ und etliche Epicedia und Grabschrifften. Uber dem unverhofften/ doch hochgewündschten und gantz seligen Abschied/ Des Weiland Wolgebornen Herrn/ Herrn Friederich Colonae/ Freyherrn zu Velß/ Herrn zu Schenckenberg ...Welcher Am andern Tag des Aprilis in diesem 1614. Jahr ... zum Gabhorn ... entschlaffen/ und den 30. eiusdem in der Pfarrkirchen zu Newdeck ... bestattet worden, Leipzig 1614
- Albuminscriptie / 133 C 14 - A., Eger 1626